# Tour de France 2023/16. Etappe
Die 16. Etappe der Tour de France 2023 fand am 18. Juli 2023 mit dem einzigen Zeitfahren der 110. Austragung statt. Die Strecke startete in Passy und führte über 22,4 Kilometer nach Combloux. Mit der Côte de Domancy (810 m) wurde im Finale eine bekannte Steigung befahren. Nach der Zielankunft hatten die Fahrer insgesamt 2633,6 Kilometer absolviert, was 77,3 % der Gesamtdistanz der Rundfahrt entspricht.
Etappensieger wurde der Däne Jonas Vingegaard (Jumbo-Visma), der damit seine Führung in der Gesamtwertung weiter ausbaute.

## Streckenführung
Die Etappe wurde in Passy auf der Avenue Joseph Thoret gestartet. Nach einer Rechts-Links-Kombination führte die Straße auf geradem Weg nach Chedde, wo die Straße auf der Route des Soudans zu steigen begann. Bei Kilometer 4,1 erreichten die Fahrer die Côte de la Cascade de Cœur (761 m), ehe sie links abbogen und nach 7,1 gefahrenen Kilometern die erste Zwischenzeitnahme in Passy auf der D13 durchfuhren. Im Anschluss folgte eine rund drei Kilometer lange flache Abfahrt, die nach Sallanches führte. Parallel zur Arve ging es nun nach Domancy, wo bei Kilometer 16,1 die zweite Zwischenzeit erreicht wurde. Hier begann die Auffahrt auf die Côte de Domancy (810 m), die auf einer Länge von 2,4 Kilometern eine Durchschnittsteigung von 9,4 % aufwies. Auf der Kuppe wurde bei Kilometer 18,9 eine Bergwertung der 2. Kategorie abgenommen und die dritte Zwischenzeit passiert. Die letzten 3,5 Kilometer stiegen ebenfalls leicht an und führten auf der D1212 zur Ziellinie, die sich neben dem Tourismuscenter von Combloux befand.
|                            | Ort             | Kilometer | Länge (km) | Höhe (m) | Ø Steigung |
| -------------------------- | --------------- | --------- | ---------- | -------- | ---------- |
| Start                      | Passy           | 0         |            |          |            |
| 1. Zwischenzeit            | Passy (D13)     | 7,1       |            |          |            |
| 2. Zwischenzeit            | Domancy         | 16,1      |            |          |            |
| Bergwertung (2. Kategorie) | Côte de Domancy | 18,9      | 2,4        | 810      | 9,4 %      |
| 3. Zwischenzeit            | Côte de Domancy | 18,9      | 2,4        | 810      | 9,4 %      |
| Ziel                       | Combloux        | 22,4      |            |          |            |

## Rennverlauf
Chronologischer Ablauf

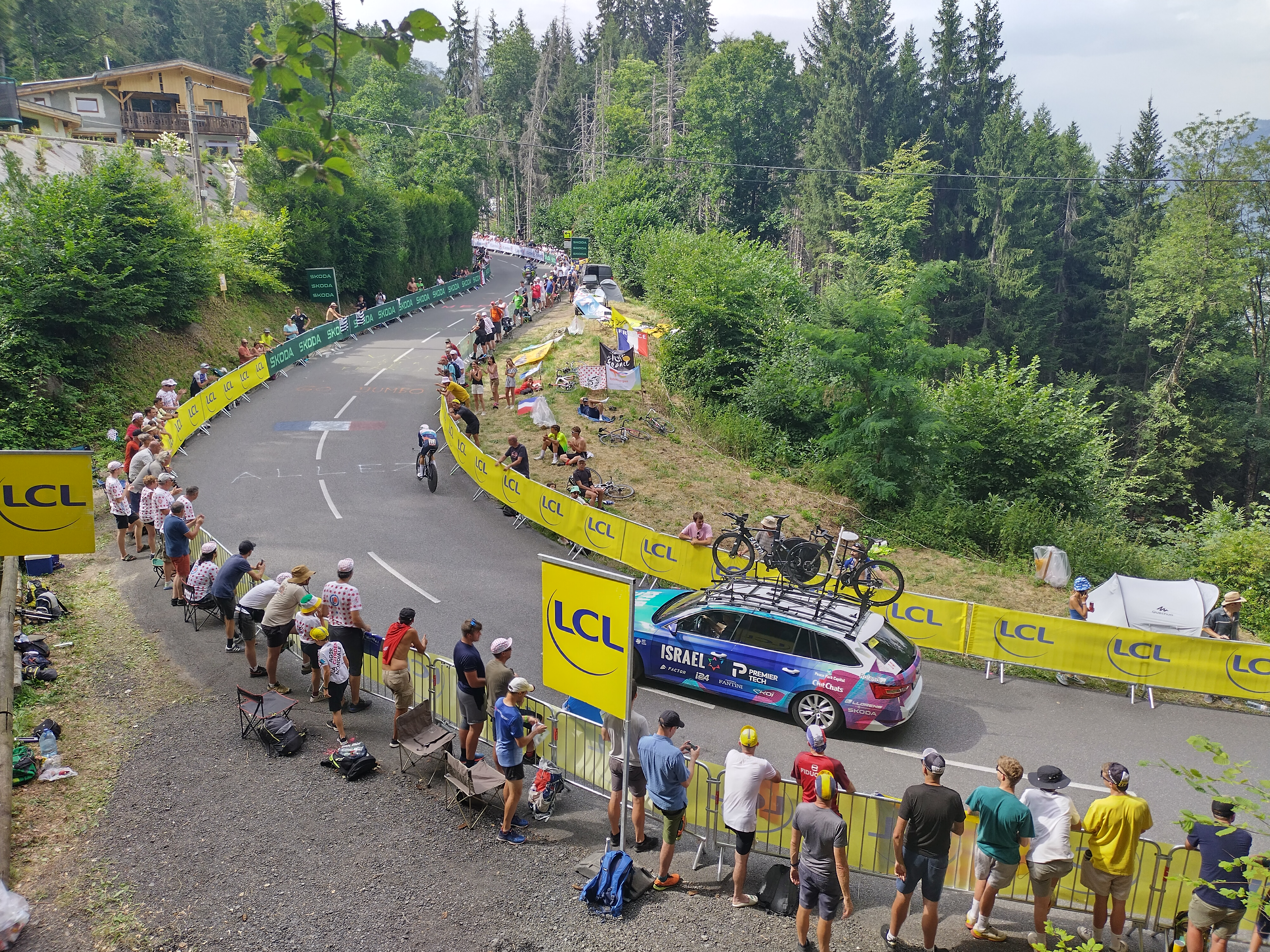
Michael Woods (Israel-Premier Tech) während der 16. Etappe

Mit Matteo Jorgenson (Movistar) ging ein Fahrer nach dem zweiten Ruhetag nicht mehr an den Start. Die erste Zeit setzte Michael Mørkøv (Soudal Quick-Step), der die Etappe als letzter der Gesamtwertung eröffnete. Er absolvierte die 22,4 Kilometer in 39:46 Minuten. Nach Stürzen von John Degenkolb, Nils Eekhoff (beide DSM-Firmenich) und Alexis Renard (Cofidis) in einer der ersten Kurven der Strecke, waren es Yevgeniy Fedorov (Astana Qazaqstan), Axel Zingle (Cofidis), Nikias Arndt (Bahrain Victorious) und Mads Pedersen (Lidl-Trek), die neue Bestzeiten aufstellten. Die erste Richtzeit setzte der französische Zeitfahrmeister Rémi Cavagna (Soudal Quick-Step) mit einer Zeit von 35 Minuten und 42 Sekunden. Giulio Ciccone (Lidl-Trek) absolvierte die Côte de Domancy in der schnellsten Zeit und legte somit im Kampf um die Bergwertung der 2. Kategorie vor.
Wout van Aert (Jumbo-Visma) verbesserte die Bestzeit um 15 Sekunden und verteidigte seine Führung auch gegen die ersten Gesamtklassement-Fahrer. Unterdessen fuhren Tadej Pogačar (UAE Team Emirates) und Jonas Vingegaard (Jumbo-Visma) klare neue Bestzeiten an den Zwischenzeitnahmen, wobei der Däne stets die Oberhand über seinen Konkurrenten behielt. Auf den ersten 16, großteils flachen Kilometern fuhr Jonas Vingegaard einen Vorsprung von 31 Sekunden heraus, ehe er diesen auf der Côte de Domancy und den letzten leicht ansteigenden Kilometern auf eine Minute und 38 Sekunden ausbaute. Anders als Tadej Pogačar wechselte er am Fuße der Côte de Domancy nicht auf sein Straßenrad, sondern blieb auf dem Zeitfahrrad.
Zeitabstände der Gesamtklassement-Fahrer
Jonas Vingegaard absolvierte die 22,4 Kilometer lange Strecke eine Minute und 38 Sekunden schneller als Tadej Pogačar, der die Etappe auf dem zweiten Platz beendete. Hinter dem drittplatzierten Wout van Aert belegte Pello Bilbao (Bahrain Victorious) den vierten Platz gefolgt von Simon Yates (Jayco AlUla). Die beiden verloren jedoch bereits zwei Minuten und 55 bzw. 58 Sekunden. Adam Yates (UAE Team Emirates) beendete die Etappe auch dem achten Rang und verlor drei Minuten und 12 Sekunden. Weiter dahinter folgten David Gaudu (Groupama-FDJ), Carlos Rodríguez (Ineos Grenadiers) und Sepp Kuss (Jumbo-Visma) die einen Rückstand von etwas mehr als dreieinhalb Minuten aufwiesen, während Jai Hindley (Bora-hansgrohe) vier Minuten und 37 Sekunden einbüßte.
In der Gesamtwertung baute Jonas Vingegaard seinen Vorsprung gegenüber Tadej Pogačar auf eine Minute und 48 Sekunden aus. Der Slowene führte jedoch weiterhin die Nachwuchswertung an. Adam Yates verdrängte Carlos Rodríguez vom dritten Gesamtrang, wobei die beiden lediglich fünf Sekunden trennten. Jai Hindley verteidigte zwar seinen fünften Gesamtrang, lag nun jedoch bereits mehr als zwei Minuten hinter den Podiumspositionen. Dahinter folgten Sepp Kuss, Pello Bilbao, Simon Yates, die innerhalb von einer Minute lagen. Nach David Gaudu folgte nun Felix Gall (AG2R Citroën), der Guillaume Martin (Cofidis) aus den Top 10 verdrängte. Giulio Ciccone sicherte sich mit der Bestzeit auf der Côte de Domancy die meisten Bergpunkte und führte die Sonderwertung weiterhin vor Neilson Powless (EF Education-EasyPost) an. Jasper Philipsen (Alpecin-Deceuninck) verteidigte die Führung in der Punktewertung und das Team Jumbo-Visma lag weiterhin an der Spitze der Mannschaftswertung. Alle 156 Starter erreichten das Ziel.
Stefan Küng wurde nach dem Rennen von der Renn-Jury für sein Fehlverhalten bestraft: Stefan Küng nahm während des Rennens – auf den letzten 20 Kilometern – eine Verpflegung zu sich. Infolgedessen bekam er eine Zeitstrafe von 20 Sekunden auf die Gesamtwertung. Zudem musste er ein Bußgeld in Höhe von 200 CHF bezahlen.

## Ergebnis
| \| Etappenergebnis \| Etappenergebnis \| Etappenergebnis \| Etappenergebnis \| Etappenergebnis \| \| Fahrer \| Fahrer \| Land \| Team \| Zeit \| \| --------------- \| ----------------- \| ---------------------- \| ------------------ \| --------------- \| \| 1. \| Jonas Vingegaard \| Dänemark \| Jumbo-Visma \| 32 min 36 s \| \| 2. \| Tadej Pogačar \| Slowenien \| UAE Team Emirates \| + 1 min 38 s \| \| 3. \| Wout van Aert \| Belgien \| Jumbo-Visma \| + 2 min 51 s \| \| 4. \| Pello Bilbao \| Spanien \| Bahrain Victorious \| + 2 min 55 s \| \| 5. \| Simon Yates \| Vereinigtes Königreich \| Team Jayco AlUla \| + 2 min 58 s \| \| 6. \| Rémi Cavagna \| Frankreich \| Soudal Quick-Step \| + 3 min 06 s \| \| 7. \| Adam Yates \| Vereinigtes Königreich \| UAE Team Emirates \| + 3 min 12 s \| \| 8. \| Mattias Skjelmose \| Dänemark \| Lidl-Trek \| + 3 min 21 s \| \| 9. \| Mads Pedersen \| Dänemark \| Lidl-Trek \| + 3 min 31 s \| \| 10. \| David Gaudu \| Frankreich \| Groupama-FDJ \| + 3 min 31 s \| |                   |                        |                    |              |
| |                   |                        |                    |              |
| Quelle: ProCyclingStats |                   |                        |                    |              |
| Etappenergebnis |                   |                        |                    |              |
| Fahrer | Fahrer            | Land                   | Team               | Zeit         |
| 1. | Jonas Vingegaard  | Dänemark               | Jumbo-Visma        | 32 min 36 s  |
| 2. | Tadej Pogačar     | Slowenien              | UAE Team Emirates  | + 1 min 38 s |
| 3. | Wout van Aert     | Belgien                | Jumbo-Visma        | + 2 min 51 s |
| 4. | Pello Bilbao      | Spanien                | Bahrain Victorious | + 2 min 55 s |
| 5. | Simon Yates       | Vereinigtes Königreich | Team Jayco AlUla   | + 2 min 58 s |
| 6. | Rémi Cavagna      | Frankreich             | Soudal Quick-Step  | + 3 min 06 s |
| 7. | Adam Yates        | Vereinigtes Königreich | UAE Team Emirates  | + 3 min 12 s |
| 8. | Mattias Skjelmose | Dänemark               | Lidl-Trek          | + 3 min 21 s |
| 9. | Mads Pedersen     | Dänemark               | Lidl-Trek          | + 3 min 31 s |
| 10. | David Gaudu       | Frankreich             | Groupama-FDJ       | + 3 min 31 s |

## Gesamtstände
| \| Gesamtwertung \| Gesamtwertung \| Gesamtwertung \| Gesamtwertung \| Gesamtwertung \| \| Fahrer \| Fahrer \| Land \| Team \| Zeit \| \| ------------- \| ---------------- \| ---------------------- \| ------------------ \| ---------------- \| \| 1. \| Jonas Vingegaard \| Dänemark \| Jumbo-Visma \| 63 h 06 min 53 s \| \| 2. \| Tadej Pogačar \| Slowenien \| UAE Team Emirates \| + 1 min 48 s \| \| 3. \| Adam Yates \| Vereinigtes Königreich \| UAE Team Emirates \| + 8 min 52 s \| \| 4. \| Carlos Rodríguez \| Spanien \| Ineos Grenadiers \| + 8 min 57 s \| \| 5. \| Jai Hindley \| Australien \| Bora-Hansgrohe \| + 11 min 15 s \| \| 6. \| Sepp Kuss \| Vereinigte Staaten \| Jumbo-Visma \| + 12 min 56 s \| \| 7. \| Pello Bilbao \| Spanien \| Bahrain Victorious \| + 13 min 06 s \| \| 8. \| Simon Yates \| Vereinigtes Königreich \| Team Jayco AlUla \| + 13 min 46 s \| \| 9. \| David Gaudu \| Frankreich \| Groupama-FDJ \| + 17 min 38 s \| \| 10. \| Felix Gall \| Österreich \| AG2R Citroën Team \| + 18 min 19 s \| |                  |                        |                    |                  |
| |                  |                        |                    |                  |
| Quelle: ProCyclingStats |                  |                        |                    |                  |
| Gesamtwertung |                  |                        |                    |                  |
| Fahrer | Fahrer           | Land                   | Team               | Zeit             |
| 1. | Jonas Vingegaard | Dänemark               | Jumbo-Visma        | 63 h 06 min 53 s |
| 2. | Tadej Pogačar    | Slowenien              | UAE Team Emirates  | + 1 min 48 s     |
| 3. | Adam Yates       | Vereinigtes Königreich | UAE Team Emirates  | + 8 min 52 s     |
| 4. | Carlos Rodríguez | Spanien                | Ineos Grenadiers   | + 8 min 57 s     |
| 5. | Jai Hindley      | Australien             | Bora-Hansgrohe     | + 11 min 15 s    |
| 6. | Sepp Kuss        | Vereinigte Staaten     | Jumbo-Visma        | + 12 min 56 s    |
| 7. | Pello Bilbao     | Spanien                | Bahrain Victorious | + 13 min 06 s    |
| 8. | Simon Yates      | Vereinigtes Königreich | Team Jayco AlUla   | + 13 min 46 s    |
| 9. | David Gaudu      | Frankreich             | Groupama-FDJ       | + 17 min 38 s    |
| 10. | Felix Gall       | Österreich             | AG2R Citroën Team  | + 18 min 19 s    |

| Punktewertung | Punktewertung     | Punktewertung | Punktewertung            | Punktewertung |
| Fahrer        | Fahrer            | Land          | Team                     | Punkte        |
| ------------- | ----------------- | ------------- | ------------------------ | ------------- |
| 1.            | Jasper Philipsen  | Belgien       | Alpecin-Deceuninck       | 323 P.        |
| 2.            | Mads Pedersen     | Dänemark      | Lidl-Trek                | 186 P.        |
| 3.            | Bryan Coquard     | Frankreich    | Cofidis                  | 178 P.        |
| 4.            | Wout van Aert     | Belgien       | Jumbo-Visma              | 154 P.        |
| 5.            | Tadej Pogačar     | Slowenien     | UAE Team Emirates        | 146 P.        |
| 6.            | Jordi Meeus       | Belgien       | Bora-Hansgrohe           | 96 P.         |
| 7.            | Jonas Vingegaard  | Dänemark      | Jumbo-Visma              | 94 P.         |
| 8.            | Dylan Groenewegen | Niederlande   | Team Jayco AlUla         | 92 P.         |
| 9.            | Biniam Girmay     | Eritrea       | Intermarché-Circus-Wanty | 90 P.         |
| 10.           | Michael Woods     | Kanada        | Israel-Premier Tech      | 88 P.         |

| Bergwertung | Bergwertung                | Bergwertung        | Bergwertung            | Bergwertung |
| Fahrer      | Fahrer                     | Land               | Team                   | Punkte      |
| ----------- | -------------------------- | ------------------ | ---------------------- | ----------- |
| 1.          | Giulio Ciccone             | Italien            | Lidl-Trek              | 63 P.       |
| 2.          | Neilson Powless            | Vereinigte Staaten | EF Education-EasyPost  | 58 P.       |
| 3.          | Jonas Vingegaard           | Dänemark           | Jumbo-Visma            | 57 P.       |
| 4.          | Tadej Pogačar              | Slowenien          | UAE Team Emirates      | 49 P.       |
| 5.          | Wout van Aert              | Belgien            | Jumbo-Visma            | 47 P.       |
| 6.          | Felix Gall                 | Österreich         | AG2R Citroën Team      | 32 P.       |
| 7.          | Jai Hindley                | Australien         | Bora-Hansgrohe         | 31 P.       |
| 8.          | Tobias Halland Johannessen | Norwegen           | Uno-X Pro Cycling Team | 30 P.       |
| 9.          | Michał Kwiatkowski         | Polen              | Ineos Grenadiers       | 30 P.       |
| 10.         | Michael Woods              | Kanada             | Israel-Premier Tech    | 28 P.       |

| Nachwuchswertung | Nachwuchswertung           | Nachwuchswertung       | Nachwuchswertung       | Nachwuchswertung  |
| Fahrer           | Fahrer                     | Land                   | Team                   | Zeit              |
| ---------------- | -------------------------- | ---------------------- | ---------------------- | ----------------- |
| 1.               | Tadej Pogačar              | Slowenien              | UAE Team Emirates      | 63 h 08 min 41 s  |
| 2.               | Carlos Rodríguez           | Spanien                | Ineos Grenadiers       | + 7 min 09 s      |
| 3.               | Felix Gall                 | Österreich             | AG2R Citroën Team      | + 16 min 31 s     |
| 4.               | Thomas Pidcock             | Vereinigtes Königreich | Ineos Grenadiers       | + 20 min 44 s     |
| 5.               | Mattias Skjelmose          | Dänemark               | Lidl-Trek              | + 1 h 23 min 59 s |
| 6.               | Mathieu Burgaudeau         | Frankreich             | TotalEnergies          | + 1 h 24 min 41 s |
| 7.               | Tobias Halland Johannessen | Norwegen               | Uno-X Pro Cycling Team | + 2 h 08 min 10 s |
| 8.               | Maxim Van Gils             | Belgien                | Lotto Dstny            | + 2 h 27 min 46 s |
| 9.               | Clément Champoussin        | Frankreich             | Arkéa-Samsic           | + 2 h 32 min 16 s |
| 10.              | Matis Louvel               | Frankreich             | Arkéa-Samsic           | + 2 h 39 min 47 s |

| Mannschaftswertung | Mannschaftswertung | Mannschaftswertung           | Mannschaftswertung |
| Team               | Team               | Land                         | Zeit               |
| ------------------ | ------------------ | ---------------------------- | ------------------ |
| 1.                 | Jumbo-Visma        | Niederlande                  | 190 h 06 min 22 s  |
| 2.                 | Ineos Grenadiers   | Vereinigtes Königreich       | + 9 min 42 s       |
| 3.                 | UAE Team Emirates  | Vereinigte Arabische Emirate | + 11 min 36 s      |
| 4.                 | Bahrain Victorious | Bahrain                      | + 15 min 28 s      |
| 5.                 | Groupama-FDJ       | Frankreich                   | + 48 min 31 s      |
| 6.                 | Bora-Hansgrohe     | Deutschland                  | + 1 h 25 min 28 s  |
| 7.                 | AG2R Citroën Team  | Frankreich                   | + 1 h 34 min 24 s  |
| 8.                 | Movistar Team      | Spanien                      | + 2 h 46 min 42 s  |
| 9.                 | Team Jayco AlUla   | Australien                   | + 2 h 47 min 04 s  |
| 10.                | Cofidis            | Frankreich                   | + 3 h 26 min 15 s  |

## Ausgeschiedene Fahrer
- Matteo Jorgenson (Movistar Team): wegen eines Muskelrisses am linken Oberschenkel und Schmerzen am Damm nicht gestartet[5]